# JR貨物UT18G形コンテナ
UT18G形コンテナ（UT18Gがたコンテナ）は、日本貨物鉄道（JR貨物）輸送用として籍を編入している20 ft形の私有コンテナ（タンクコンテナ）である。

## 概要
本形式の数字部位 「 18 」は、コンテナの容積を元に決定される。このコンテナ容積18 m3の算出は、厳密には端数四捨五入計算の為に、内容積17.5 m3 - 18.4 m3の間に属するコンテナが対象となる。
また形式末尾のアルファベット一桁部位 「 G 」は、恒常的に鉄道輸送するISO 668規格の国際海上コンテナを私有化した、非危険品（いわゆる普通品）タンクコンテナに付与されている。

## 特記事項
もともと、国際的なタンクコンテナの内容物は、液体又は気体類である。従って、海上コンテナ由来の本コンテナでは、日本国内仕様の鉄道用私有タンクコンテナにみられるような粉末又は、粒状貨物類は積載できない。

## 番台毎の概要

### 98000番台
98001 - 98005
三菱ケミカル物流所有、エチレンカーボネート専用。最大総重量24.0 t（規格外・ハローマーク = G表記）。海上コンテナ専用タイプコード(20 K2)。
※従来の「コキ100系積載限定」表記は、積載出来なかった旧式貨車の全廃により省略されている。

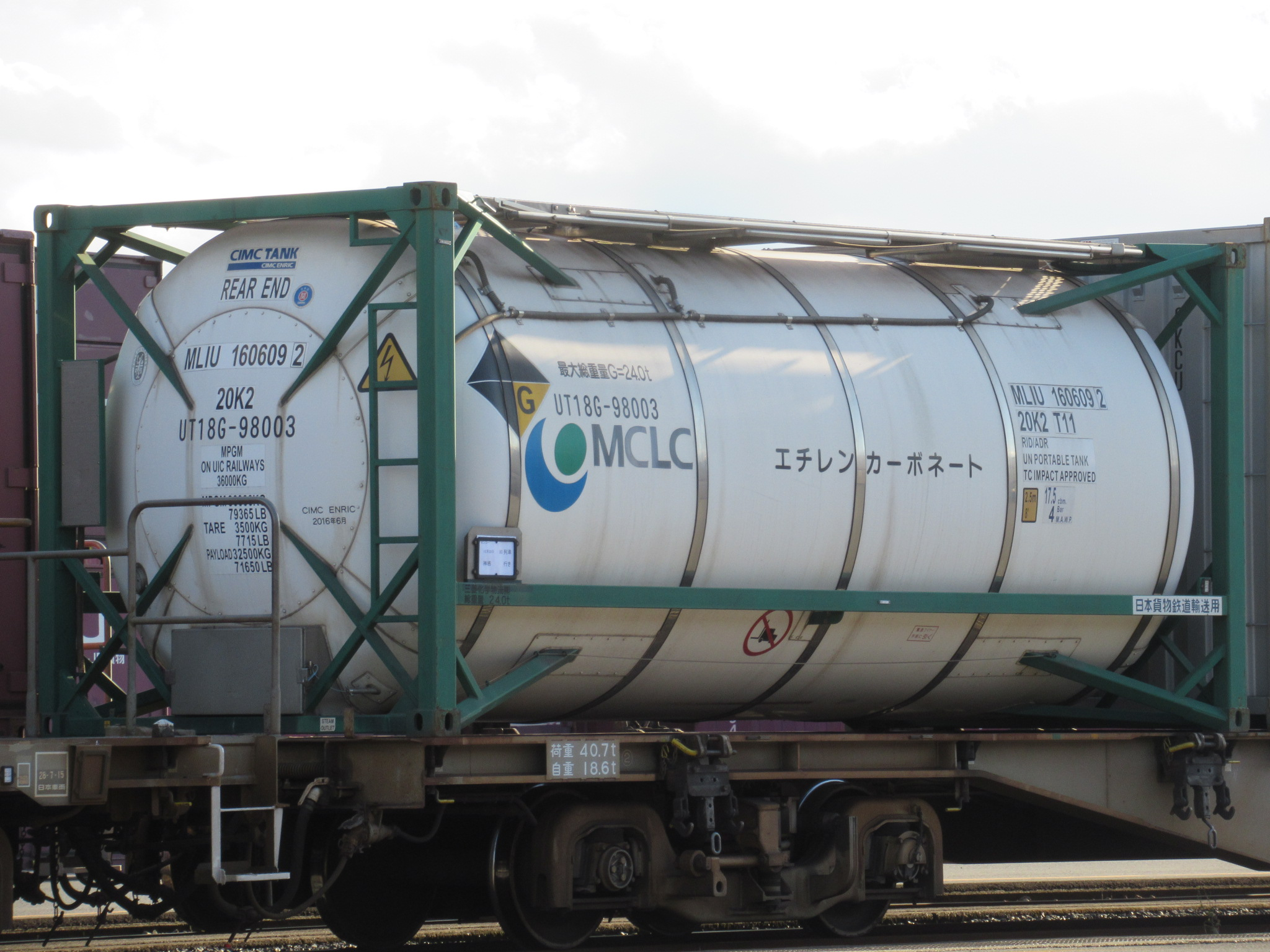
UT18G-98003　三菱ケミカル物流所有

98006
不　明
98007
三菱ケミカル物流所有、エチレンカーボネート専用。最大総重量24.0 t（規格外・ハローマーク = G表記）。海上コンテナ専用タイプコード(20 K2)。
※従来の「コキ100系積載限定」表記は、積載出来なかった旧式貨車の全廃により省略されている。
98008
不　明
98009
三菱ケミカル物流所有、エチレンカーボネート専用。最大総重量24.0 t（規格外・ハローマーク = G表記）。海上コンテナ専用タイプコード(20 K2)。
※従来の「コキ100系積載限定」表記は、積載出来なかった旧式貨車の全廃により省略されている。

## 外部サイト
- コンテナの絵本
- コンテナ日和